# Padang Pelasan
Padang Pelasan is een bestuurslaag in het regentschap Seluma van de provincie Bengkulu, Indonesië. Padang Pelasan telt 1235 inwoners (volkstelling 2010).